# Barbie (Film)
Barbie ist ein Spielfilm von Greta Gerwig aus dem Jahr 2023. Die Komödie basiert auf der gleichnamigen Spielzeugreihe des US-amerikanischen Unternehmens Mattel. Es handelt sich um den ersten Realfilm über die Puppe nach einer Vielzahl von Trickfilmen und Fernsehserien. Für die Hauptrollen in der Komödie wurden Margot Robbie als Titelheldin sowie Ryan Gosling als ihr Gefährte Ken ausgewählt. Der Film kam am 20. Juli 2023 in die deutschen Kinos. Bei der Oscarverleihung 2024 wurde Barbie in acht Kategorien nominiert und erhielt einen Preis für den besten Song.

## Handlung
Der Anfang des Films ist ein Zitat des Beginns des Films 2001: Odyssee im Weltraum: „Seit Anbeginn der Zeit, seit das allererste kleine Mädchen existierte, gibt es Puppen. Aber die Puppen waren schon immer und ewig Baby-Puppen. Die Mädchen, die mit ihnen spielten, konnten nichts anderes spielen als Mutter.“ Dann taucht Barbie auf. Die Mädchen bewundern Barbie und zerschlagen ihre Baby-Puppen.
Stereotyp-Barbie lebt mit verschiedenen anderen Plastikpuppen-Versionen im Barbieland. Ihr Leben unter den vielen anderen Barbies und deren Begleitern, den Kens, scheint perfekt, dennoch hegt sie eines Tages Selbstzweifel, und sie wird von Angstgefühlen geplagt. Daraufhin verlässt sie Barbieland und reist mit ihrem Begleiter Ken in die reale Welt nach Los Angeles, um die Ursache des Problems zu suchen.
Das Verhalten der Menschen irritiert Barbie. Gleichzeitig ist sie auf der Suche nach ihrer langjährigen Besitzerin, die sie glaubt, in der frechen Teenagerin Sasha gefunden zu haben. Währenddessen entdeckt Ken auf einem Spaziergang durch die Stadt, dass im Gegensatz zum Barbieland in der realen Welt ein Patriarchat herrscht.
Er kehrt nach Barbieland zurück und baut auch dort ein Patriarchat auf, wobei die dort verbliebenen Barbies dies nach einer Gehirnwäsche wunderbar finden. Barbie wird währenddessen von Sasha zurückgewiesen, indem sie auf die Diskrepanzen zwischen Barbieland und der realen Welt hinweist. Barbie ist ratlos und wird kurz darauf von Agenten der Herstellerfirma Mattel in die Firmenzentrale geholt, die von der Präsenz einer lebendigen Barbie in der realen Welt schlimme Konsequenzen befürchten. Nach einem Treffen mit dem ausschließlich männlichen Vorstand von Mattel entflieht Barbie mit Hilfe ihrer Erfinderin Ruth Handler aus dem Mattel-Hauptquartier und wird von Sashas Mutter Gloria vor den Mattel-Agenten gerettet.
Es erweist sich, dass Glorias negative Gefühle in ihre Zeichnungen von Barbie eingeflossen sind und sich so auf Stereotyp-Barbie übertragen haben. Die drei frustrierten Frauen kehren nach Barbieland zurück, das inzwischen zu „Kendom“ geworden ist. Schließlich gelingt es ihnen, durch Reden über die Frustrationen eines Frauenlebens die Barbies aus der Gehirnwäsche zu retten und Kendom für sich zurückzuerobern. Sie versöhnen sich mit den Kens, die künftig nicht mehr bloße Anhängsel von Barbie („und Ken“), sondern aus sich selbst heraus wertvolle Menschen sein sollen. Stereotyp-Barbie entscheidet sich nach einem Gespräch mit Ruth Handler, künftig als Mensch in der realen Welt leben zu wollen.

## Entstehungsgeschichte

### Nicht realisierte Projekte von Universal Pictures und Sony Pictures
Die Ursprünge eines geplanten Realfilms über Barbie reichen bis in den September 2009 zurück. Damals kündigte Mattel eine Kooperation mit Universal Pictures und dem Produzenten Laurence Mark an. Das Projekt kam aber nicht zustande. Im April 2014 ging Mattel eine Kooperation mit Sony Pictures ein. Als Drehbuchautorin war Jenny Bricks, als Produzenten Laurie Macdonald und Walter F. Parkes vorgesehen. Der für Ende des Jahres angekündigte Drehstart verzögerte sich jedoch.
Im März 2015 stieß Diablo Cody als Drehbuchautorin zum Projekt hinzu, um das Skript zu überarbeiten. Auch trat mit Amy Pascal eine weitere Produzentin in Erscheinung. Sony Pictures war aber noch immer nicht vom Drehbuch überzeugt und verpflichtete im selben Jahr mit Lindsey Beer, Bert V. Royal und Hillary Winston weitere Drehbuchautoren für Entwürfe.
Ab Dezember 2016 stand die US-amerikanische Stand-up-Comedienne und Schauspielerin Amy Schumer in Verhandlungen über die Titelrolle. Als Drehbuch sollte ein von Hillary Winston und ihrer Schwester Kim Caramele überarbeiteter Entwurf dienen. Im März 2017 schied jedoch Schumer offiziell wegen eines Drehkonfliktes mit I Feel Pretty aus dem Projekt aus, nachdem der Drehbeginn für Barbie für den Juni desselben Jahres vorgesehen war (fünf Jahre später gab sie an, aufgrund kreativer Differenzen das Projekt aufgegeben zu haben).
Ab Juli 2017 war Anne Hathaway für die Titelrolle im Gespräch, während Olivia Milch das Drehbuch umschreiben und Alethea Jones die Regie übernehmen sollte. Hathaway sollte in dem geplanten Film auch Gesangseinlagen übernehmen und eine Figur darstellen, die das Barbie-Universum verlassen muss, da sie nicht perfekt sei. Auf ihrer Reise sollte Barbie zu der Erkenntnis gelangen, dass Perfektion von innen komme und nicht von außen. Der Film sollte zeigen, dass der Schlüssel zum Glück der Glaube an sich selbst sei, frei von der Verpflichtung, sich an einen unerreichbaren Standard der Perfektion zu halten. Im März 2018 wurde Jones offiziell als Regisseurin bestätigt, ab Oktober 2018 verlor Sony aber seine Option auf die Filmrechte, die daraufhin an Warner Bros. Pictures gingen. Damit war auch die Mitwirkung von Hathaway, Jones, Macdonald, Parkes und Pascal beendet.

### Finale Produktion unter Warner mit Margot Robbie
Ab Oktober 2018 wurde bekannt, dass die australische Schauspielerin Margot Robbie für die Titelrolle und die US-Amerikanerin Patty Jenkins für die Regie bei Warner gehandelt wurden. Die Verpflichtung Robbies sowie von dem Paar Greta Gerwig und Noah Baumbach als neue Drehbuchautoren wurde im Juli 2019 offiziell bestätigt. Im Juli 2021 wurde Gerwig offiziell auch als Regisseurin des Films vorgestellt mit einem Drehstart im Jahr 2022. Hauptdarstellerin Robbie gab an, das Ziel des Films sei es, die Erwartungen zu untergraben und dem Publikum „das zu geben, von dem es nicht wusste, dass es das wollte“.
Ab Oktober 2021 befand sich Ryan Gosling in Verhandlungen über die Rolle von Barbies Gefährten Ken. Goslings Mitwirkung und die Verpflichtung des übrigen Ensembles wurden im ersten Halbjahr 2022 bestätigt.
Für die Filmproduktion gab Warner ein Budget von 128–145 Millionen US-Dollar frei. Die Dreharbeiten begannen ab März 2022 in den Warner Studios Leavesden in England. Als Kameramann wurde Rodrigo Prieto verpflichtet. Er hatte bereits zuvor mit Margot Robbie an Martin Scorseses The Wolf of Wall Street (2013) zusammengearbeitet. Für die Kostüme wurde Jacqueline Durran gewonnen, die bereits zuvor mit Gerwig an Little Women (2019) zusammengearbeitet hatte.
Ende April 2022 wurde auf der CinemaCon in Las Vegas ein erstes Szenenfoto mit Robbie in der Rolle von Barbie gezeigt. Mitte Juni 2022 erfuhr ein veröffentlichtes Foto von Gosling als Ken mit ultrablonden Haaren und einem ausgeprägten Waschbrettbauch in den sozialen Netzwerken eine breite Rezeption. Ende Juni 2022 wurden Robbie und Gosling auf Inlineskates bei Dreharbeiten in Venice Beach, Los Angeles gesichtet, wobei beide neonfarbene Aerobic-Outfits trugen. Das Kostüm erinnerte stark an die sogenannte „Hot Skatin‘-Barbie“, die 1994 auf den Markt kam.
Der Film wurde von Hauptdarstellerin Robbie und ihrem Unternehmen LuckyChap Entertainment produziert. Als Koproduzenten traten die Gesellschaften Mattel Films und HeyDay Films in Erscheinung. Für die Filmmusik von Barbie war ursprünglich Alexandre Desplat engagiert worden, der bereits an Little Women mitgewirkt hatte. Ende Mai 2022 wurde bekannt, dass der mehrfach Oscar-prämierte Franzose das Projekt verlassen hatte. Als Ersatz wurden Mark Ronson und Andrew Wyatt verpflichtet.

### Einflüsse und Vorbilder
Greta Gerwig nannte die zehn Filme, die sie für Barbie am meisten beeinflusst hätten. Dies seien Der Zauberer von Oz, 2001: Odyssee im Weltraum, Die Truman Show, Du sollst mein Glücksstern sein, Ich bin noch zu haben, Die Nacht vor der Hochzeit, Sein Mädchen für besondere Fälle, Splash – Eine Jungfrau am Haken und Ein Amerikaner in Paris, vor allem aber die pastellfarbenen Jacques-Demy-Filme Die Regenschirme von Cherbourg und daneben Die Mädchen von Rochefort sowie Das Fotomodell.

## Synchronisation
Die deutschsprachige Synchronisation entstand bei FFS Film- & Fernseh-Synchron nach einem Dialogbuch und unter der Dialogregie von Antonia Ganz.
| Rolle            | Schauspieler      | Synchronsprecher   |
| ---------------- | ----------------- | ------------------ |
| Stereotyp-Barbie | Margot Robbie     | Anne Helm          |
| Beach-Ken        | Ryan Gosling      | Tommy Morgenstern  |
| CEO von Mattel   | Will Ferrell      | Uwe Büschken       |
| Gloria           | America Ferrera   | Magdalena Turba    |
| Sasha            | Ariana Greenblatt | Lana Finn Marti    |
| Allan            | Michael Cera      | Nicolás Artajo     |
| Aaron Dinkins    | Connor Swindells  | Patrick Baehr      |
| Barbie           | Kate McKinnon     | Anne Düe           |
| Barbie           | Alexandra Shipp   | Patrizia Carlucci  |
| Barbie           | Issa Rae          | Elisa Bannat       |
| Barbie           | Emma Mackey       | Alice Bauer        |
| Barbie           | Sharon Rooney     | Luisa Wietzorek    |
| Ken              | Kingsley Ben-Adir | Fabian Oscar Wien  |
| Ken              | Simu Liu          | Timo Weisschnur    |
| Ken              | Scott Evans       | Marcel Collé       |
| Ken              | Rob Brydon        | Viktor Neumann     |
| Ken              | John Cena         | Dennis Schmidt-Foß |
| Ruth Handler     | Rhea Perlman      | Katharina Lopinski |
| Erzählerin       | Helen Mirren      | Karin Buchholz     |

## Veröffentlichung, Einspielergebnis und Gage

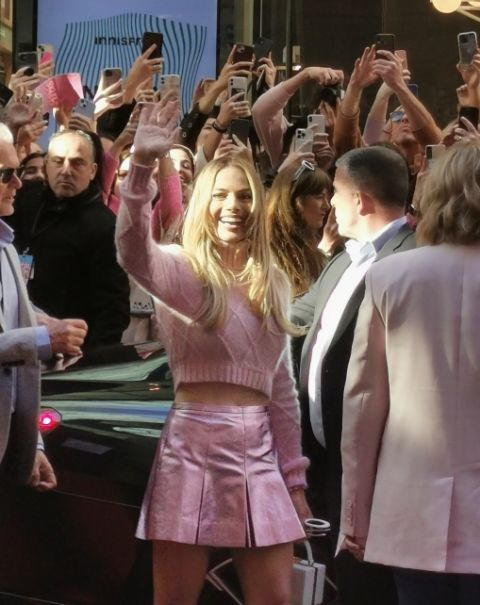
Hauptdarstellerin Margot Robbie (2023) im Barbie-Look bei der Premiere

In Deutschland kam Barbie am 20. Juli 2023 im Verleih von Warner in die Kinos. Am Tag danach startete der Film – ebenfalls im Verleih von Warner – in den US-amerikanischen Kinos. Am selben Tag erschien der tonal unterschiedliche – und von Christopher Nolan Regie geführte – Film Oppenheimer, was Internetuser zu Barbenheimer verbanden und auf die Idee brachten, beide Filme als Doppelfeature zu schauen.
Die Anfangsszene des Films wurde im Dezember 2022 als Teaser präsentiert. Diese wurde als Hommage an den Science-Fiction-Film 2001: Odyssee im Weltraum (1968) inszeniert. Anfang April 2023 wurde ein Trailer veröffentlicht.
Der Film Barbie wurde im August 2023 der erste von einer einzigen Regisseurin realisierte Film, der eine Milliarde US-Dollar (und mehr) an den Kinokassen einspielte. Bis Mitte August 2023 hatte der Film weltweit insgesamt 1.19 Milliarden US-Dollar eingespielt. Im selben Monat wurde der Film mit Einnahmen von 537 Millionen US-Dollar in den USA der umsatzstärkste Film von Warner in jenem Land. Barbie überstieg damit den von Christopher Nolan realisierten Film The Dark Knight, der ab seiner Veröffentlichung im Jahr 2008 der umsatzstärkste Film von Warner Bros. in den USA gewesen war.
In Deutschland verzeichnete der Film 6.018.214 Besucher und spielte dabei 55.574.404 € ein.
Die Hauptdarstellerin und Produzentin des Films, Margot Robbie, erhielt rund 50 Millionen US-Dollar, die sich aus Gage und Boni zusammensetzten. Im September 2023 wurde Barbie der weltweit umsatzstärkste Film des Jahres 2023. Auf der Liste der erfolgreichsten Filme steht Barbie auf Platz 16 (Stand: 19. April 2025).

## Filmmusik

### Soundtrack
Am 21. Juli 2023 erschien zeitgleich zur Veröffentlichung des Films in den Vereinigten Staaten der Soundtrack Barbie: The Album. Es enthält unter anderem die Singles Dance the Night (Dua Lipa), Barbie World (Nicki Minaj und Ice Spice feat. Aqua), Speed Drive (Charli XCX) und What Was I Made For? (Billie Eilish). Alle Singles sowie das Album konnten international Top-10-Platzierungen erreichen.

### Score
Am 4. August erschien der Score zu Barbie, der von Mark Ronson und Andrew Wyatt produziert wurde.
| Nr.          | Titel                           | Länge |
| ------------ | ------------------------------- | ----- |
| 1.           | Creation of Barbie              | 2:01  |
| 2.           | Pink (Barbie Opening Theme)     | 2:57  |
| 3.           | Beach Off                       | 1:47  |
| 4.           | Ken Thinks                      | 0:58  |
| 5.           | Stairway to Weird Barbie        | 1:47  |
| 6.           | Thoughts of Death               | 1:57  |
| 7.           | Send Me Through the Portal      | 1:29  |
| 8.           | Ken Makes a Discovery           | 1:33  |
| 9.           | Bus Stop Billie                 | 1:32  |
| 10.          | Mattel                          | 2:12  |
| 11.          | Meeting Ruth                    | 2:22  |
| 12.          | Lose These Chuckleheads         | 2:09  |
| 13.          | You Failed Me!                  | 3:37  |
| 14.          | Alan vs Kens                    | 1:37  |
| 15.          | Deprogramming                   | 5:12  |
| 16.          | Warmth of Your Gaze             | 3:51  |
| 17.          | An Ending                       | 2:25  |
| 18.          | I Don’t Have an Ending          | 3:36  |
| 19.          | What Was I Made For? (Epilogue) | 1:32  |
| Gesamtlänge: | Gesamtlänge:                    | 44:34 |

## Rezeption
Barbie spielte in den Vereinigten Staaten und Kanada 621 Millionen US-Dollar sowie 783 Millionen US-Dollar in anderen Ländern ein. Weltweit spielte der Film 1,4 Milliarden US-Dollar ein.

### Kritiken
Auf der Website Rotten Tomatoes wird Barbie derzeit von 89 Prozent der Rezensenten weiterempfohlen, basierend auf knapp 400 englischsprachigen Kritiken und einer Durchschnittswertung von 8,1 von 10 möglichen Punkten. Das Fazit der Seite lautet, dass der Film „eine bildgewaltige Komödie“ sei, „deren Meta-Humor geschickt durch subversives Storytelling ergänzt“ werde. Auf der Website Metacritic erhielt Barbie eine Bewertung von 80 Prozent, basierend auf mehr als 67 ausgewerteten englischsprachigen Kritiken. Ryan Goslings Schauspiel wurde oft herausgestellt und für einen Oscar ins Spiel gebracht.
In Deutschland zeichnete die Deutsche Film- und Medienbewertung (FBW) Barbie mit dem Prädikat „besonders wertvoll“ aus.
Dietmar Dath (Frankfurter Allgemeine Zeitung) hob „die stillen, tiefen Stellen“ des Films hervor, die „fast immer stark“ seien und von „Klamauk- und Show-Elemente“ umrahmt würden. Dazu zählte er auch den Monolog von America Ferrera, in dem sie darüber referiert, wie unmöglich es sei, „eine Frau zu sein“. Als wahres Thema des Films begriff Dath die „eingearbeiteten Ansichten“ von Co-Drehbuchautorin und Regisseurin Greta Gerwig, „ob und gegebenenfalls wie die Identifikationsangebote der Popkultur, hier als Spielzeug verpuppt, gleichzeitig geliebt, durchschaut, kritisiert und mittels nicht so eng an den Konsum gefesselter Selbstfindungsverfahren überschrieben werden“ könnten. Er verglich dabei Gerwig mit dem Regie- und Schauspielkollegen Clint Eastwood, da man bei beiden immer wieder annehme, „dass ihre Regietechnik irgendwas mit“ ihren Filmfiguren zu tun haben müsse. Auch zog er Parallelen zum Humor in Gerwigs Spielfilm Nights and Weekends (2008), in dem sie die Co-Regie und weibliche Hauptrolle übernommen hatte. Barbie würde „zu gut achtzig Prozent aus genau dieser Art Spaß“ bestehen. Auch hob Dath das kluge Spiel von Hauptdarstellerin Margot Robbie hervor, die „in den besten Momenten“ des Films zur „Unfassbarbie“ werde.
Aurelie von Blazekovic (Süddeutsche Zeitung) hatte den Eindruck, dass mit der Veröffentlichung des Sommer-Blockbusters „ein großes Projekt zur endgültigen Ikonisierung der Barbie zu seiner Vollendung gekommen sei“. Sie pries Kostüm- und Szenenbild und wies auf das perfekte Online-Marketing hin, das die Euphorie auf den Film noch unterstützt hätte. Barbie liefere „zunächst […] alles, was man sich von einem anständigen Kinoevent“ wünsche. Gerwig, der man „zu ihrer Flexibilität gratulieren“ müsse, widme sich dem Feminismus in einem absolut lockeren, lustigen, massentauglichen Tonfall. Die Regisseurin kreiere „Barbieland zum Barbiearchat, zur umgekehrten Welt, in der die Kens nur hübsche Accessoires mit Waschbrettbäuchen“ seien. Die „Pointen, die Musik, die Looks“ würden „sitzen“, während die Hauptdarsteller Margot Robbie und Ryan Gosling als Barbie und Ken „nie zu naiv“ agieren würden. Von Blazekovic kritisierte aber den Plot, der bald zerfleddere, nachdem Ken sich in der realen Welt vom „Virus des Patriarchats“ habe anstecken lassen. Von Blazekovic empfand das Zusammentreffen von Barbie und deren Erfinderin Ruth Handler als bemüht und als „ein wenig eleganter Flicken für ein großes Loch am Ende der Geschichte“. Gerwigs Interpretation des Films „als Geschichte von Müttern und Töchtern“, angelehnt an ihre vorherigen Regiearbeiten Lady Bird und Little Women, wirke „auch mal etwas kitschig“.

### Auswirkungen und Zensur
Im Internet kursierten im Zuge der Kino-Ausstrahlung von Barbie Videos von Frauen, in denen sie erklärten, sich nach dem Anschauen von Barbie existenzielle Fragen gestellt oder sich von ihren Partnern getrennt zu haben. Berichtet wurde auch von einer „Post-Barbie-Depression“, einem Begriff, der unter anderem den Umstand beschreiben soll, dass Zuschauerinnen nach dem Film betrübt aus dem Kinosälen gingen, weil sie nach dem Film zurück in einer Lebenswirklichkeit sind, die wenig oder nichts mit dem im Barbiefilm präsentierten Matriarchat gemein hat.
Vietnam hat den Film Anfang Juli 2023 wegen einer Szene mit einer Landkarte aus dem Inlandsvertrieb verbannt. Mit der auf der Karte dargestellten „Neun-Striche-Linie“ erhebt China seit Jahrzehnten territoriale Ansprüche auf weite Teile des Südchinesischen Meeres, die von den anderen Anrainerstaaten, darunter Vietnam, abgelehnt werden.
Ein ähnlicher Schritt wurde auch von den Philippinen erwogen, doch die Filmaufsichtsbehörde des Landes sah letztlich keinen hinreichenden Grund für ein Verbot, da der im Film gezeigte Grenzverlauf nicht eindeutig der umstrittenen „Neun-Striche-Linie“ entsprechen würde.
In Algerien wurde der Film zwei Wochen nach dem Start wegen „Verstoßes gegen die Moral“ verboten, in Kuwait und im Libanon wegen des „Schutzes der öffentlichen Moral“ und „sozialer Traditionen“ bereits nach einer Woche. In Katar war er von Anfang an verboten. Im eigentlich konservativen islamischen Land Saudi-Arabien wurde der Film dagegen für Kinos freigegeben und war dort erfolgreich. Auch in den islamisch konservativen Vereinigten Arabischen Emirate und Bahrain lief der Film an. In der Volksrepublik China war Barbie zeitweise das meistgesuchte Wort auf dem chinesischen Kurznachrichtendienst Weibo. Der Film verzeichnete in China jedoch nicht ganz so ausgeprägte Einspielergebnisse wie in vielen anderen Ländern. Im eher konservativen Südkorea floppte der Film dagegen.

### Auszeichnungen
In der Filmpreissaison 2023/24 gewann Barbie über 90 Film- und Festivalpreise und wurde für mehr als 300 weitere nominiert:
| Filmpreis (Auswahl)                                 | Kategorie                                      | Resultat  | Preisträger/ Nominierte                                                             |
| --------------------------------------------------- | ---------------------------------------------- | --------- | ----------------------------------------------------------------------------------- |
| AACTA International Awards 2024                     | Bester Film                                    | Gewonnen  | k. A.                                                                               |
| AACTA International Awards 2024                     | Beste Regie                                    | Nominiert | Greta Gerwig                                                                        |
| AACTA International Awards 2024                     | Bestes Drehbuch                                | Nominiert | Greta Gerwig, Noah Baumbach                                                         |
| AACTA International Awards 2024                     | Beste Hauptdarstellerin                        | Gewonnen  | Margot Robbie                                                                       |
| AACTA International Awards 2024                     | Bester Nebendarsteller                         | Gewonnen  | Ryan Gosling                                                                        |
| AAFCA Awards 2024                                   | Top 10 Filme                                   | Gewonnen  | k. A.                                                                               |
| AFI Awards 2023                                     | Top Ten Filme                                  | Gewonnen  | k. A.                                                                               |
| Alliance of Women Film Journalists Awards 2024      | Bester Film                                    | Nominiert | k. A.                                                                               |
| Alliance of Women Film Journalists Awards 2024      | Beste Regie                                    | Gewonnen  | Greta Gerwig                                                                        |
| Alliance of Women Film Journalists Awards 2024      | Beste Regisseurin                              | Nominiert | Greta Gerwig                                                                        |
| Alliance of Women Film Journalists Awards 2024      | Bestes Originaldrehbuch                        | Gewonnen  | Greta Gerwig, Noah Baumbach                                                         |
| Alliance of Women Film Journalists Awards 2024      | Beste Drehbuchautorin                          | Nominiert | Greta Gerwig                                                                        |
| Alliance of Women Film Journalists Awards 2024      | Beste Hauptdarstellerin                        | Nominiert | Margot Robbie                                                                       |
| Alliance of Women Film Journalists Awards 2024      | Beste Nebendarstellerin                        | Nominiert | America Ferrera                                                                     |
| Alliance of Women Film Journalists Awards 2024      | Bester Nebendarsteller                         | Gewonnen  | Ryan Gosling                                                                        |
| Alliance of Women Film Journalists Awards 2024      | Bestes Schauspielensemble                      | Gewonnen  | Lucy Brava, Allison Jones                                                           |
| Art Directors Guild Awards 2024                     | Bestes Szenenbild – Fantasyfilm                | Nominiert | Sarah Greenwood                                                                     |
| Artios Awards 2024                                  | Zeitgeist Award                                | Gewonnen  | Lucy Bevan, Olivia Grant                                                            |
| Atlanta Film Critics Circle Awards 2023             | Bester Nebendarsteller                         | Gewonnen  | Ryan Gosling                                                                        |
| Boston Society of Film Critics Awards 2023          | Bester Nebendarsteller                         | Gewonnen  | Ryan Gosling                                                                        |
| British Academy Film Awards 2024                    | Bestes Originaldrehbuch                        | Nominiert | Greta Gerwig                                                                        |
| British Academy Film Awards 2024                    | Beste Hauptdarstellerin                        | Nominiert | Margot Robbie                                                                       |
| British Academy Film Awards 2024                    | Bester Nebendarsteller                         | Nominiert | Ryan Gosling                                                                        |
| British Academy Film Awards 2024                    | Bestes Szenenbild                              | Nominiert | Sarah Greenwood, Katie Spencer                                                      |
| British Academy Film Awards 2024                    | Beste Kostüme                                  | Nominiert | Jacqueline Durran                                                                   |
| Chicago Film Critics Association Awards 2023        | Bester Film                                    | Nominiert | k. A.                                                                               |
| Chicago Film Critics Association Awards 2023        | Beste Regie                                    | Nominiert | Greta Gerwig                                                                        |
| Chicago Film Critics Association Awards 2023        | Beste Originaldrehbuch                         | Nominiert | Greta Gerwig, Noah Baumbach                                                         |
| Chicago Film Critics Association Awards 2023        | Beste Hauptdarstellerin                        | Nominiert | Margot Robbie                                                                       |
| Chicago Film Critics Association Awards 2023        | Bester Nebendarsteller                         | Nominiert | Ryan Gosling                                                                        |
| Chicago Film Critics Association Awards 2023        | Beste Filmmusik                                | Nominiert | Mark Ronson, Andrew Wyatt                                                           |
| Chicago Film Critics Association Awards 2023        | Bestes Szenenbild                              | Gewonnen  | Sarah Greenwood                                                                     |
| Chicago Film Critics Association Awards 2023        | Bestes Kostümdesign                            | Nominiert | Jacqueline Durran                                                                   |
| Chicago Film Critics Association Awards 2023        | Beste visuelle Effekte                         | Nominiert | k. A.                                                                               |
| Critics’ Choice Movie Awards 2024                   | Bester Film                                    | Nominiert | k. A.                                                                               |
| Critics’ Choice Movie Awards 2024                   | Beste Komödie                                  | Gewonnen  | k. A.                                                                               |
| Critics’ Choice Movie Awards 2024                   | Beste Regie                                    | Nominiert | Greta Gerwig                                                                        |
| Critics’ Choice Movie Awards 2024                   | Bestes Originaldrehbuch                        | Gewonnen  | Greta Gerwig, Noah Baumbach                                                         |
| Critics’ Choice Movie Awards 2024                   | Beste Hauptdarstellerin                        | Nominiert | Margot Robbie                                                                       |
| Critics’ Choice Movie Awards 2024                   | Bester Nebendarsteller                         | Nominiert | Ryan Gosling                                                                        |
| Critics’ Choice Movie Awards 2024                   | Beste Nebendarstellerin                        | Nominiert | America Ferrera                                                                     |
| Critics’ Choice Movie Awards 2024                   | Beste Nachwuchsdarstellerin                    | Nominiert | Ariana Greenblatt                                                                   |
| Critics’ Choice Movie Awards 2024                   | Bestes Schauspielensemble                      | Nominiert | k. A.                                                                               |
| Critics’ Choice Movie Awards 2024                   | Beste Kamera                                   | Nominiert | Rodrigo Prieto                                                                      |
| Critics’ Choice Movie Awards 2024                   | Beste Filmmusik                                | Nominiert | Mark Ronson, Andrew Wyatt                                                           |
| Critics’ Choice Movie Awards 2024                   | Bester Schnitt                                 | Nominiert | Nick Houy                                                                           |
| Critics’ Choice Movie Awards 2024                   | Bestes Szenenbild                              | Gewonnen  | Sarah Greenwood, Katie Spencer                                                      |
| Critics’ Choice Movie Awards 2024                   | Beste Kostüme                                  | Gewonnen  | Jacqueline Durran                                                                   |
| Critics’ Choice Movie Awards 2024                   | Bestes Make-up und beste Frisuren              | Gewonnen  | k. A.                                                                               |
| Critics’ Choice Movie Awards 2024                   | Bestes Lied                                    | Nominiert | „Dance The Night“                                                                   |
| Critics’ Choice Movie Awards 2024                   | Bestes Lied                                    | Gewonnen  | „I’m Just Ken“                                                                      |
| Critics’ Choice Movie Awards 2024                   | Bestes Lied                                    | Nominiert | „What Was I Made For?“                                                              |
| Directors Guild of America Awards 2024              | Beste Regie – Kinofilm                         | Nominiert | Greta Gerwig                                                                        |
| Eddie Awards 2024                                   | Bester Schnitt – Filmkomödie                   | Nominiert | Nick Houy                                                                           |
| Golden Globe Awards 2024                            | Bester Film – Komödie/Musical                  | Nominiert | k. A.                                                                               |
| Golden Globe Awards 2024                            | Beste Regie                                    | Nominiert | Greta Gerwig                                                                        |
| Golden Globe Awards 2024                            | Bestes Drehbuch                                | Nominiert | Greta Gerwig, Noah Baumbach                                                         |
| Golden Globe Awards 2024                            | Beste Hauptdarstellerin – Komödie/Musical      | Nominiert | Margot Robbie                                                                       |
| Golden Globe Awards 2024                            | Bester Nebendarsteller                         | Nominiert | Ryan Gosling                                                                        |
| Golden Globe Awards 2024                            | Bester Filmsong                                | Nominiert | „Dance The Night“                                                                   |
| Golden Globe Awards 2024                            | Bester Filmsong                                | Nominiert | „I’m Just Ken“                                                                      |
| Golden Globe Awards 2024                            | Bester Filmsong                                | Gewonnen  | „What Was I Made For?“                                                              |
| Golden Globe Awards 2024                            | Cinematic and Box Office Achievement           | Gewonnen  | k. A.                                                                               |
| Golden Tomato Awards 2024                           | Beste Filmkomödie                              | Gewonnen  | k. A.                                                                               |
| Gotham Awards 2023                                  | Beste Nebenrolle                               | Nominiert | Ryan Gosling                                                                        |
| Gotham Awards 2023                                  | Global Icon & Creator Tribute                  | Gewonnen  | Greta Gerwig                                                                        |
| Golden Trailer Awards 2023                          | Bester Teaser                                  | Gewonnen  | Greta Gerwig                                                                        |
| Grammy Awards 2024                                  | Record of the Year                             | Nominiert | What Was I Made For? – Billie Eilish & Finneas O’Connell                            |
| Grammy Awards 2024                                  | Song of the Year                               | Gewonnen  | What Was I Made For? – Billie Eilish & Finneas O’Connell                            |
| Grammy Awards 2024                                  | Song of the Year                               | Nominiert | Dance The Night – Dua Lipa                                                          |
| Grammy Awards 2024                                  | Best Pop Solo Performance                      | Nominiert | What Was I Made For? – Billie Eilish & Finneas O’Connell                            |
| Grammy Awards 2024                                  | Best Rap Song                                  | Nominiert | Barbie World – Nicki Minaj, Ice Spice & Aqua                                        |
| Grammy Awards 2024                                  | Best Compilation Soundtrack for Visual Media   | Gewonnen  | k. A.                                                                               |
| Grammy Awards 2024                                  | Best Score Soundtrack for Visual Media         | Nominiert | Mark Ronson, Andrew Wyatt                                                           |
| Grammy Awards 2024                                  | Best Song Written for Visual Media             | Gewonnen  | What Was I Made For? – Billie Eilish & Finneas O’Connell                            |
| Grammy Awards 2024                                  | Best Song Written for Visual Media             | Nominiert | Dance The Night – Dua Lipa                                                          |
| Grammy Awards 2024                                  | Best Song Written for Visual Media             | Nominiert | Barbie World – Nicki Minaj, Ice Spice & Aqua                                        |
| Grammy Awards 2024                                  | Best Song Written for Visual Media             | Nominiert | I’m Just Ken – Ryan Gosling                                                         |
| Hollywood Critics Association Midseason Awards 2023 | „am meisten erwarteter Film“                   | Gewonnen  | k. A.                                                                               |
| Hollywood Music In Media Awards 2023                | Beste Filmmusik – Science-Fiction-/Fantasyfilm | Nominiert | Mark Ronson, Andrew Wyatt                                                           |
| Hollywood Music In Media Awards 2023                | Bester Filmsong – Spielfilm                    | Nominiert | Mark Ronson, Andrew Wyatt, Ryan Gosling, Slash, Wolfgang Van Halen („I’m Just Ken“) |
| Hollywood Music In Media Awards 2023                | Bester Filmsong – Spielfilm                    | Gewonnen  | Billie Eilish, Finneas O’Connell                                                    |
| Hollywood Music In Media Awards 2023                | Bester Song – Onscreen Performance (Film)      | Nominiert | Ryan Gosling („I’m Just Ken“)                                                       |
| Hollywood Music In Media Awards 2023                | Bestes Soundtrack-Album                        | Gewonnen  | Atlantic Records                                                                    |
| London Critics’ Circle Film Awards 2024             | Bester Film                                    | Nominiert | k. A.                                                                               |
| London Critics’ Circle Film Awards 2024             | Beste Regie                                    | Nominiert | Greta Gerwig                                                                        |
| London Critics’ Circle Film Awards 2024             | Bestes Drehbuch                                | Nominiert | Noah Baumbach, Greta Gerwig                                                         |
| London Critics’ Circle Film Awards 2024             | Ryan Gosling                                   | Nominiert | Ryan Gosling                                                                        |
| London Critics’ Circle Film Awards 2024             | Beste technische Leistung                      | Nominiert | Sarah Greenwood                                                                     |
| Los Angeles Film Critics Association Awards 2023    | Beste Nebenrolle                               | Runner-up | Ryan Gosling                                                                        |
| Los Angeles Film Critics Association Awards 2023    | Beste Kamera                                   | Runner-up | Rodrigo Prieto                                                                      |
| Los Angeles Film Critics Association Awards 2023    | Bestes Szenenbild                              | Gewonnen  | Sarah Greenwood                                                                     |
| Los Angeles Film Critics Association Awards 2023    | Beste Filmmusik                                | Runner-up | Mark Ronson, Andrew Wyatt                                                           |
| National Board of Review Awards 2023                | Top Ten Filme                                  | Gewonnen  | k. A.                                                                               |
| National Board of Review Awards 2023                | Beste Kamera                                   | Gewonnen  | Rodrigo Prieto                                                                      |
| National Society of Film Critics Awards 2024        | Bester Nebendarsteller                         | Runner-up | Ryan Gosling                                                                        |
| Nickelodeon Kids’ Choice Awards 2024                | Bester Film                                    | Gewonnen  | k. A.                                                                               |
| Nickelodeon Kids’ Choice Awards 2024                | Beste Schauspielerin                           | Gewonnen  | Margot Robbie                                                                       |
| Nickelodeon Kids’ Choice Awards 2024                | Beste Schauspielerin                           | Nominiert | American Ferrera                                                                    |
| Nickelodeon Kids’ Choice Awards 2024                | Bester Schauspieler                            | Nominiert | Ryan Gosling                                                                        |
| Online Film Critics Society Awards 2024             | Bester Film                                    | Nominiert | k. A.                                                                               |
| Online Film Critics Society Awards 2024             | Beste Regie                                    | Nominiert | Greta Gerwig                                                                        |
| Online Film Critics Society Awards 2024             | Bestes Originaldrehbuch                        | Nominiert | Noah Baumbach, Greta Gerwig                                                         |
| Online Film Critics Society Awards 2024             | Beste Hauptdarstellerin                        | Nominiert | Margot Robbie                                                                       |
| Online Film Critics Society Awards 2024             | Bester Nebendarsteller                         | Nominiert | Ryan Gosling                                                                        |
| Online Film Critics Society Awards 2024             | Beste Kamera                                   | Nominiert | Rodrigo Prieto                                                                      |
| Online Film Critics Society Awards 2024             | Bester Schnitt                                 | Nominiert | Nick Houy                                                                           |
| Online Film Critics Society Awards 2024             | Bestes Szenenbild                              | Gewonnen  | Sarah Greenwood                                                                     |
| Online Film Critics Society Awards 2024             | Bestes Kostümdesign                            | Gewonnen  | Jacqueline Durran                                                                   |
| Online Film Critics Society Awards 2024             | Bester Filmsong                                | Gewonnen  | „I’m Just Ken“                                                                      |
| Online Film Critics Society Awards 2024             | Bester Filmsong                                | Gewonnen  | „What Was I Made For?“                                                              |
| Oscar                                               | Bester Film                                    | Nominiert | Tom Ackerley, Robbie Brenner, David Heyman, Margot Robbie                           |
| Oscar                                               | Bestes adaptiertes Drehbuch                    | Nominiert | Noah Baumbach, Greta Gerwig                                                         |
| Oscar                                               | Bester Nebendarsteller                         | Nominiert | Ryan Gosling                                                                        |
| Oscar                                               | Beste Nebendarstellerin                        | Nominiert | America Ferrera                                                                     |
| Oscar                                               | Bestes Szenenbild                              | Nominiert | Sarah Greenwood, Katie Spencer                                                      |
| Oscar                                               | Beste Kostüme                                  | Nominiert | Jacqueline Durran                                                                   |
| Oscar                                               | Bester Song                                    | Nominiert | Mark Ronson, Andrew Wyatt („I’m Just Ken“)                                          |
| Oscar                                               | Bester Song                                    | Gewonnen  | Billie Eilish, Finneas O’Connell („What Was I Made For?“)                           |
| Palm Springs International Film Festival 2024       | Regisseurin des Jahres                         | Gewonnen  | Greta Gerwig                                                                        |
| People’s Choice Awards 2024                         | Bester Film                                    | Gewonnen  | k. A.                                                                               |
| People’s Choice Awards 2024                         | Beste Filmkomödie                              | Gewonnen  | k. A.                                                                               |
| People’s Choice Awards 2024                         | Beste Darstellerin                             | Gewonnen  | Margot Robbie                                                                       |
| People’s Choice Awards 2024                         | Beste Darstellerin in einer Filmkomödie        | Nominiert | Margot Robbie                                                                       |
| People’s Choice Awards 2024                         | Bester Darsteller                              | Gewonnen  | Ryan Gosling                                                                        |
| People’s Choice Awards 2024                         | Bester Darsteller in einer Filmkomödie         | Nominiert | Ryan Gosling                                                                        |
| People’s Choice Awards 2024                         | Beste Schauspielleistung                       | Gewonnen  | America Ferrera                                                                     |
| People’s Choice Awards 2024                         | Beste Schauspielleistung                       | Nominiert | Simu Liu                                                                            |
| Producers Guild of America Awards 2024              | Bester Kinofilm                                | Nominiert | k. A.                                                                               |
| Satellite Awards 2023                               | Bester Film – Komödie oder Musical             | Nominiert | k. A.                                                                               |
| Satellite Awards 2023                               | Beste Regie                                    | Nominiert | Greta Gerwig                                                                        |
| Satellite Awards 2023                               | Bestes Originaldrehbuch                        | Nominiert | Noah Baumbach, Greta Gerwig                                                         |
| Satellite Awards 2023                               | Beste Hauptdarstellerin – Komödie oder Musical | Nominiert | Margot Robbie                                                                       |
| Satellite Awards 2023                               | Bester Nebendarsteller                         | Nominiert | Ryan Gosling                                                                        |
| Satellite Awards 2023                               | Beste Nebendarstellerin                        | Nominiert | America Ferrera                                                                     |
| Satellite Awards 2023                               | Bester Schnitt                                 | Nominiert | Nick Houy                                                                           |
| Satellite Awards 2023                               | Bestes Szenenbild                              | Gewonnen  | Sarah Greenwood, Katie Spencer                                                      |
| Satellite Awards 2023                               | Beste Kostüme                                  | Nominiert | Jacqueline Durran                                                                   |
| Satellite Awards 2023                               | Bester Filmsong                                | Nominiert | I’m Just Ken – Mark Ronson & Andrew Wyatt                                           |
| Satellite Awards 2023                               | Bester Filmsong                                | Gewonnen  | What Was I Made For? – Billie Eilish & Finneas O’Connell                            |
| Saturn-Award-Verleihung 2024                        | Bester Fantasyfilm                             | Nominiert | k. A.                                                                               |
| Saturn-Award-Verleihung 2024                        | Beste Regie                                    | Nominiert | Greta Gerwig                                                                        |
| Saturn-Award-Verleihung 2024                        | Bestes Drehbuch                                | Nominiert | Noah Baumbach, Greta Gerwig                                                         |
| Saturn-Award-Verleihung 2024                        | Beste Hauptdarstellerin                        | Gewonnen  | Margot Robbie                                                                       |
| Saturn-Award-Verleihung 2024                        | Bester Nebendarsteller                         | Nominiert | Ryan Gosling                                                                        |
| Saturn-Award-Verleihung 2024                        | Beste Filmmusik                                | Nominiert | Mark Ronson, Andrew Wyatt                                                           |
| Saturn-Award-Verleihung 2024                        | Bestes Szenenbild                              | Gewonnen  | Sarah Greenwood                                                                     |
| Saturn-Award-Verleihung 2024                        | Beste Kostüme                                  | Gewonnen  | Jacqueline Durran                                                                   |
| Screen Actors Guild Awards 2024                     | Beste Hauptdarstellerin                        | Nominiert | Margot Robbie                                                                       |
| Screen Actors Guild Awards 2024                     | Bester Nebendarsteller                         | Nominiert | Ryan Gosling                                                                        |
| Screen Actors Guild Awards 2024                     | Bestes Schauspielensemble                      | Nominiert | k. A.                                                                               |
| Screen Actors Guild Awards 2024                     | Bestes Stuntensemble                           | Nominiert | k. A.                                                                               |
| Toronto Film Critics Association Awards 2023        | Bestes Originaldrehbuch                        | Gewonnen  | Greta Gerwig, Noah Baumbach                                                         |
| Toronto Film Critics Association Awards 2023        | Bester Nebendarsteller                         | Gewonnen  | Ryan Gosling                                                                        |
| Writers Guild of America Awards 2024                | Bestes Originaldrehbuch                        | Nominiert | Greta Gerwig, Noah Baumbach                                                         |

## Mattel Cinematic Universe
Bereits im Jahr 2018 kündigte der Mattel-CEO Ynon Kreiz an, ein Filmuniversum zu schaffen, das auf Spielzeugen der Marke basiert. Nach dem Erfolg von Barbie gaben die Chefs von Mattel schließlich bekannt, dass weitere Filme der Marke produziert werden.